# Elaeodendron parvifolium
Elaeodendron parvifolium är en benvedsväxtart som beskrevs av R.H.Archer. Elaeodendron parvifolium ingår i släktet Elaeodendron och familjen Celastraceae. Inga underarter finns listade.